# Richard Döcker
Richard Döcker (* 13. Juni 1894 in Weilheim an der Teck; † 9. November 1968 in Stuttgart) war ein deutscher Architekt und Hochschullehrer des Funktionalismus bzw. Spätfunktionalismus.

## Leben
Döcker studierte von 1912 bis 1918 Architektur an der Technischen Hochschule Stuttgart und schloss die Diplom-Hauptprüfung mit Auszeichnung ab. Seit 1913 gehörte er der Burschenschaft Ghibellinia Stuttgart an. 1914 bis 1917 war er als Freiwilliger Soldat im Ersten Weltkrieg. 1921 absolvierte er das zweite Staatsexamen in Stuttgart. 1922 bis 1924 arbeitete er als Assistent bei Paul Bonatz an der Technischen Hochschule Stuttgart, anschließend wurde er mit einer Arbeit über Kleinhaus-Typenpläne zum Doktor-Ingenieur (Dr.-Ing.) promoviert.
1926 wurde er Mitglied in der Künstlervereinigung Der Ring, 1927 war er Bauleiter der Weißenhofsiedlung in Stuttgart. 1928 wurde er als Mitglied in den Deutschen Werkbund berufen und arbeitete ab dem gleichen Jahr beim Congrès International d’Architecture Moderne (CIAM) mit. In Stuttgart baute er auch das Wohnhaus für den Arzt und Schriftsteller Friedrich Wolf. Das Haus im Stil der Neuen Sachlichkeit wurde bereits 1935 umgebaut, 1945 bei einem Bombenangriff bis auf das Untergeschoss zerstört und nach dem Krieg in vollkommen veränderter Form wiederaufgebaut.
Richtungweisend war das nach Döckers Plänen 1926–1928 erbaute Bezirkskrankenhaus Waiblingen (abgebrochen 1960). Döckers einflussreiches Buch Terrassentyp. Krankenhaus, Erholungsheim, Hotel, Bürohaus, Einfamilienhaus, Siedlungshaus, Miethaus und die Stadt erschien 1929. Auch für den zwischen 1929 und 1931 entstandenen zweiten Bauabschnitt der Wallmersiedlung in Stuttgart-Untertürkheim war Döcker verantwortlich.
Während des Nationalsozialismus erhielt Döcker kaum noch Aufträge. Er versuchte, den Kontakt zu anderen, ebenfalls weitgehend verfemten Vertretern der modernen Architektur aufrechtzuerhalten. Dazu gehörten ehemalige Mitglieder der Vereinigung Der Ring in Deutschland und in der Emigration wie Hugo Häring, Erich Mendelsohn und Hans Poelzig.
Von 1939 bis 1941 studierte Döcker Biologie an der Technischen Hochschule Stuttgart. 1941 bis 1944 erhielt er eine Dienstverpflichtung zum Wiederaufbauamt Saarbrücken. 1946 wurde Döcker Generalbaudirektor der Stadt Stuttgart und damit zugleich Leiter des Zentralen Aufbaus Stuttgart (ZAS). Damit bestimmte er die Planungen für den Wiederaufbau der Stadt mit und trat für eine klare Funktionstrennung und eine Bevorzugung des Verkehrs ein. Beide Ämter gab er jedoch 1947 nach Auseinandersetzungen mit Oberbürgermeister Arnulf Klett wieder auf. Er wurde zum Vorsitzenden der Landesgruppe Nordwürttemberg im wiedergegründeten Bund Deutscher Architekten (BDA) gewählt. 1947 bis 1960 war er Professor für Städtebau und Wiederaufbau an der Technischen Hochschule Stuttgart und Leiter der Architekturabteilung sowie ab 1957 Mitglied der Berliner Akademie der Künste. 1958 lehrte er an der Technischen Hochschule Karlsruhe. Im selben Jahr wurde er emeritiert und erhielt am 28. Juli 1958 die Ehrendoktorwürde der Hochschule.

## Bauten (Auswahl)
- 1920–1921: Wohnhaus für Fritz Krauter in Plüderhausen, Schwanfeldstraße 11
- 1922: Mehrfamilienwohnhaus-Zeile an der Mönchstraße in Stuttgart[5]
- 1922–1923: Siedlung Viergiebelweg in Stuttgart (zusammen mit Hugo Keuerleber)
- 1923: Wohnhaus für Karl Sebald (Dr. Klien) in Stuttgart, Rottannenweg 13
- 1923–1924: Friedensschule in Trossingen[6][7]
- 1924: Haus Köpff in Göppingen[8][9][10]
- 1926: Lichthaus Luz in Stuttgart, Königstraße 48[11]
- 1926–1927: Haus 21 in der Weißenhofsiedlung in Stuttgart, Bruckmannweg 10
- 1926–1927: Haus 22 in der Weißenhofsiedlung in Stuttgart, Rathenaustraße 9
- 1926–1928: Bezirkskrankenhaus in Waiblingen, Winnender Straße 45[12]
- 1927: Wohnhaus für Dr. Gustav Kilpper in Stuttgart, Pischekstraße 72[13][14]
- 1927–1928: Haus Vetter in Stuttgart, Birkenwaldstraße 169[15][16][17]
- 1927–1929: Bezirkskrankenhaus in Maulbronn
- 1928: Wohnhaus für Dr. Friedrich Wolf in Stuttgart, Zeppelinstraße 43
- 1929–1931: Siedlung im Wallmer in Stuttgart, Wallmerstraße 100–112, 116–122, Fiechtnerstraße 23–26, Sattelstraße 47–69
- 1931: eigenes Wohnhaus in Stuttgart, Hermann-Kurz-Straße 44
- 1932–1933: Wohnhaus für Wunibald Kamm in Stuttgart, Gröberstraße 20
- 1937: Wohnhaus für Yasu Grosse in Freiburg im Breisgau, Eichhalde 14
- 1954: Saarländische Universitäts- und Landesbibliothek
- 1957–1967: Wiederaufbau des Katharinenhospitals in Stuttgart (zusammen mit Eisenlohr und Müller)

## Schriften (Auswahl)
- Typenpläne für Kleinwohnungen. Generelle Lösungen für Einzel-, Doppel-, Reihen- und Mietshäuser in verschiedenen Himmelslagen und Geländen. Industrie-Verlag- und Druckerei-Gesellschaft, Stuttgart o. J. (1924).
- Zur Münsterplatzbebauung in Ulm a. D. In: Der Neubau, 2. Jahrgang 1925, S. 45–47.
- Siedlung am Weißenhof in Stuttgart. In: Die Baugilde, 7. Jahrgang 1925, S. 634–635, S. 645–46.
- Zum Bauproblem der Zeit. In: Die Form, 1. Jahrgang 1925/1926, Heft 4, S. 61–75. (Digitalisat)
- Das flache Dach auf der Werkbund-Ausstellung. In: Das neue Frankfurt, 12. Jahrgang 1927, S. 170–171.
- Kurze Betrachtungen über Bauen von heute. In: Bau und Wohnung. Die Bauten der Weißenhofsiedlung in Stuttgart... Wedekind, Stuttgart 1927, S. 39–48.
- Die Erweiterung, der Um- und Neubau von Krankenhäusern. In: Die Baugilde, 10. Jahrgang 1928, S. 1725–1728.
- Der neue Bau. In: Die Bauwelt, 19. Jahrgang 1928, S. 49–56.
- Terrassentyp. Krankenhaus, Erholungsheim, Hotel, Bürohaus, Einfamilienhaus, Siedlungshaus, Miethaus und die Stadt. Wedekind, Stuttgart 1929.
- Frankfurt und Karlsruhe für den Architekten. In: Die Bauzeitung vereinigt mit Süddeutsche Bauzeitung München, 26. Jahrgang 1929, Heft 51 (vom 21. Dezember 1929), S. 521–526.
- Stuttgart. Die schöne und moderne Stadt! In: Die neue Stadt, Internationale Monatsschrift für architektonische Planung und städtische Kultur, 4. Jahrgang 1932, S. 233–246.
- (als Herausgeber): 42 Wohnhäuser von 8000 bis 30000 RM. Julius Hoffmann, Stuttgart o. J. (1932).
- Der Neuaufbau zerstörter Stadtgebiete. (= Veröffentlichungen der Forschungsgemeinschaft Bauen und Wohnen, Band 8.) Stuttgart 1950.